# Vall Farta
La Vall Farta o Vall de Càrcer és una vall, considerada subcomarca natural de la Ribera Alta (País Valencià) travessada pel riu Xúquer. La componen huit municipis: Sumacàrcer, Antella, Cotes, Càrcer, Alcàntera de Xúquer, Sellent, Gavarda i Beneixida. Històricament també hi pertanyia Estubeny encara que actualment està situat a la Costera. Va ser el botànic Cavanilles qui li va posar aquest nom per la seva ubèrrima producció.
Històricament en l'època foral vindria a correspondre, tret de Castelló a l'antic Quarter de Castelló, de l'antic terme particular de Xàtiva.
La seua situació al sud-oest de la Ribera Alta i la proximitat a la ciutat de Xàtiva fa que els pobles d'aquesta subcomarca tinguen una estreta relació amb la comarca de la Costera.
| |          |          |          |
| \| Municipi \| Població \| Extensió \| Densitat \| \| ------------------- \| -------- \| -------- \| -------- \| \| Alcàntera de Xúquer \| 1.397 \| 3,40 \| 410,88 \| \| Antella \| 1.526 \| 17,60 \| 86,70 \| \| Beneixida \| 670 \| 3,20 \| 209,38 \| \| Càrcer \| 2.095 \| 7,60 \| 275,66 \| \| Cotes \| 373 \| 6,00 \| 62,17 \| \| Gavarda \| 1.171 \| 7,80 \| 150,13 \| \| Sallent de Xàtiva \| 454 \| 14,00 \| 32,43 \| \| Sumacàrcer \| 1.296 \| 20,10 \| 64,48 \| \| Total \| 8.982 \| \| \| |          |          |          |
| Municipi | Població | Extensió | Densitat |
| Alcàntera de Xúquer | 1.397    | 3,40     | 410,88   |
| Antella | 1.526    | 17,60    | 86,70    |
| Beneixida | 670      | 3,20     | 209,38   |
| Càrcer | 2.095    | 7,60     | 275,66   |
| Cotes | 373      | 6,00     | 62,17    |
| Gavarda | 1.171    | 7,80     | 150,13   |
| Sallent de Xàtiva | 454      | 14,00    | 32,43    |
| Sumacàrcer | 1.296    | 20,10    | 64,48    |
| Total | 8.982    |          |          |